# 陳寶燕
陳寶燕，現為無綫電視資深編劇。1980年代曾在亞洲電視任職見習編劇，之後進入無綫電視任職編劇，曾為劇集《四個女仔三個BAR》、《殭》及《味想天開》擔任編審之一。

## 編審／編劇列表

### 電視劇（無綫電視）
- 1992年：《大時代》編劇
- 1995年：《神鵰俠侶》編劇、《水餃皇后》編劇
- 1995-1999年：《真情》編劇
- 2001-2002年：《皆大歡喜 (古裝電視劇)》編劇
- 2003年：《皆大歡喜 (時裝電視劇)》編劇、《楚漢驕雄》編劇
- 2005年：《識法代言人》編劇、《胭脂水粉》編劇
- 2006年：《匯通天下》編劇、《鐵血保鏢》編劇
- 2007年：《同事三分親》編劇
- 2012年：《護花危情》編劇
- 2013年：《情越海岸線》編劇、《初五啟市錄》編劇
- 2014年：《單戀雙城》編劇
- 2015年：《四個女仔三個BAR》編審（與李茜合作）
- 2016年：《殭》編審+編劇（與葉天成、盧美雲合作）
- 2017年：《味想天開》編審+編劇（與黃秉怡合作）
- 2018年：《天命》編劇、《兄弟》編劇
- 2020年：《木棘証人》編劇
- 2021年：《七公主》、《異搜店》編劇
- 2022年：《童時愛上你》編劇
- 2023年：《新四十二章》編劇
- 未播映：《你好，我的大夫》編劇